# Raphael Frei

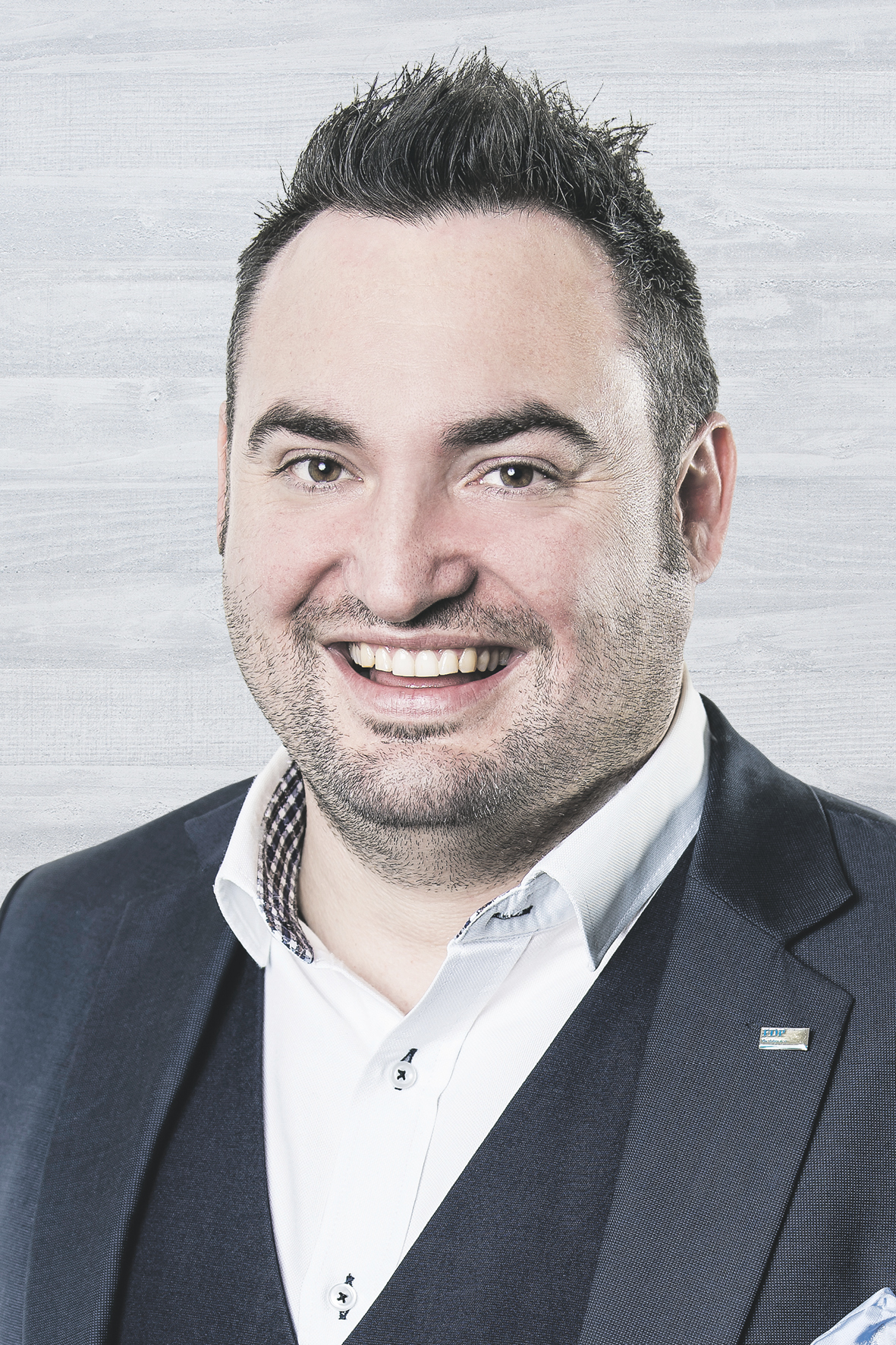
Raphael Frei (2017)

Raphael Frei (* 1. August 1980) ist ein Schweizer Politiker (FDP) aus Rorschacherberg im Kanton St. Gallen. Er ist seit 2016 Parteipräsident der FDP des Kantons und vertritt seit 2018 den Wahlkreis Rorschach im Kantonsrat.

## Leben und Engagement
Raphael Frei studierte von 2004 bis 2008 an der Pädagogischen Hochschule St. Gallen und erlangte den Abschluss als Sekundarlehrperson Phil II. Danach arbeitete er als Oberstufenlehrer an der Sekundarschule Waldkirch-Bernhardzell und übernahm 2010 die Schulleitung des Oberstufenzentrums Bünt Waldkirch. Seit 2023 ist Frei Rektor der Schule Buchs SG.
Frei ist Präsident der IG mobil Rorschach und Präsident der Arbeitsgruppe Sprachrohr Rorschacherberg (Förderung und Wertschätzung von Freiwilligenarbeit). Er verfügt über den militärischen Grad des Hauptmanns der Schweizer Armee. Er ist Stabsoffizier im KTVS AR (Kantonaler Territorial-Verbindungsstab) und stellvertretender Stabschef des regionalen Führungsstabs St. Gallen-Bodensee.